# NGC 1725
NGC 1725 (również PGC 16488) – galaktyka eliptyczna (E-S0), znajdująca się w gwiazdozbiorze Erydanu. Odkrył ją Edward Emerson Barnard 10 listopada 1885 roku.
W galaktyce tej zaobserwowano supernową SN 2009F.